# Khansa (krater)
Khansa är en nedslagskrater på planeten Merkurius, med en diameter på ungefär 113 kilometer.
Den är uppkallad efter poeten Al-Khansa.